# Thaumasianthes
Thaumasianthes es un género con dos especies de arbustos pertenecientes a la familia Loranthaceae. Es originario del sur de Asia. Fue descrita por Benedictus Hubertus Danser  y publicado en Recueil des Travaux Botaniques Néerlandais  30: 464 en el año 1933. La especie tipo es Thaumasianthes amplifolia (Merr.) Danser,

## Especies
- Thaumasianthes amplifolia
- Thaumasianthes ovatibractea[2]